# Mammillaria compressa
Espèce
Statut de conservation UICN

 LC  : Préoccupation mineure
Statut CITES
Mammillaria compressa est un cactus qui se rencontre dans le nord et l'est du Mexique.

## Galerie

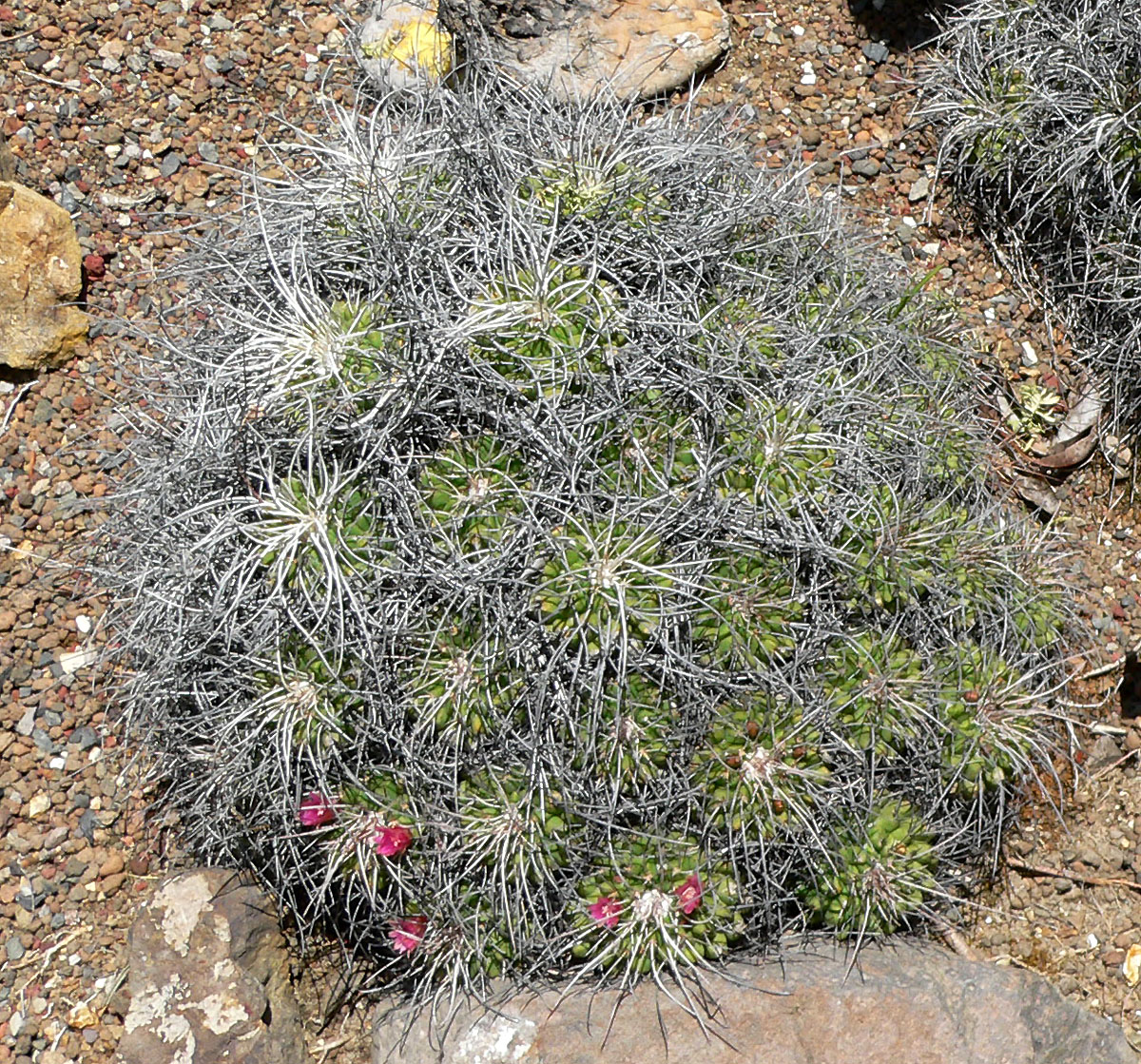
Mammillaria compressa à Université du jardin botanique de Californie, Berkeley, Californie
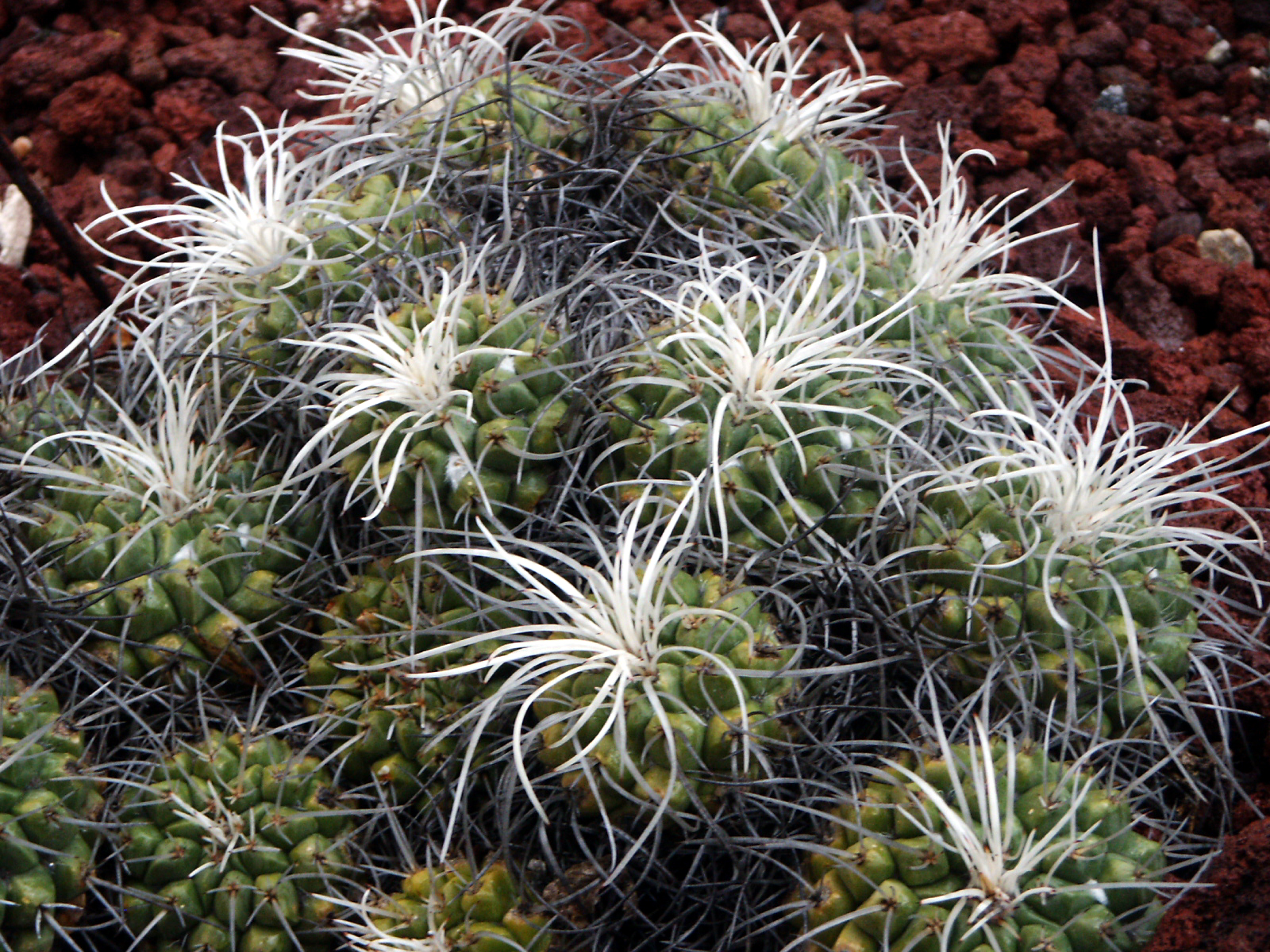
Mammillaria compressa, à Huntington Library Desert Botanical Garden